# Ngón chân
Ngón chân là phần ngón thuộc bàn chân ở động vật bốn chân. Các loài động vật như mèo có thể di chuyển trên ngón chân được gọi là digitigrade. Loài người và các loài động vật khác đi lại trên lòng bàn chân, được coi là kiểu đi bằng lòng bàn chân (plantigrade).
Ở người và các loài động vật có quan hệ gần gũi với người (ví dụ khỉ, vượn người,...), ở bàn chân gồm có 5 ngón bao gồm: ngón chân cái, ngón chân trỏ, ngón chân giữa, ngón chân áp út, và ngón chân út.